# 諸九尼
諸九尼（しょきゅうに、もろくに、正徳4年〈1714年〉 - 天明元年9月10日〈1781年10月26日〉）は江戸時代の女俳諧師。庄屋の妻であったが、旅の俳諧師と駆落ちし、俳諧の道に進む。旅をよくして、奥の細道を辿り旅行し「秋かぜの記」を書いた。別号は波女（浪女）、雎鳩、湖白庵、千鳥庵後婦、蘇天。

## 生涯

### 俳諧を志すまで
筑後国竹野郡唐島（からしま）（久留米藩領、旧福岡県浮羽郡田主丸町大字志塚島、現久留米市）の片の瀬の渡しから東南に3キロという所にて、代々庄屋を務める永松十五郎（後に八郎右衛門と改名）の五女として正徳4年（1714年）に生まれる。幼名なみ。なみが7歳の時、父親が亡くなり、次男が庄屋をついだ。三男は別の庄屋になったが、次男が急死し、三男が後任となった。なみは庄屋の娘として過ごしたが、なみ、推定十代の半ばで庄屋で万右衛門と結婚。夫については詳細不明であるが、作家金森は万右衛門の死亡時から判断してかなりなみより上と推定している子供は生まれなかった。旅の俳諧師有井湖白と会ったのは、なみが26歳の時である（当時の数え方（数え年）による）。

### 駆落ち
松尾芭蕉の門下の一人の志太野坡は主に西日本で教え、門下1000名と言われた。その弟子の一人、湖白は医業の傍ら、福岡を主に俳諧を教えていた。湖白は本名を有井新之助といい、元禄15年（1702年）福岡の直方に生まれた。父親は福岡藩士であり、新之助は文武両道に優れ神童といわれた。15歳の時、志太野坡に入門。20歳の時に喀血した。師匠に認められるのに10年かかったという。選集などにも選ばれ始めた。旅で俳諧を教えていたが、41歳の時に出会った庄屋の妻・なみと駆け落ちをした。二人は、不義ということで、間道などを使い駆け落ち、京都の同じ俳門の出版業者を頼った。その後、大坂に移動した。湖白は浮風と改名し、医業を棄て、俳諧に集中した。師匠の覚えはよくなかったが、その後頭角を現し、師匠の13回忌を取り仕切った。京都に移動した。蝶夢の援助で湖白庵を設けた。なみも浮風に俳諧を手ほどきされ上達した。宝暦12年（1762年）に浮風が没す。百日後、なみは剃髪した。浮風の追善集「その行脚」を編集する。その後、なみ（諸九尼）は女宗匠を目指す。明和3年（1766年）、諸九尼は初の歳旦帳を発行する。歳暮や新年の句を集めたものである。

### 秋かぜの記
俳諧紀行・撰集。諸九尼は京を出発し、奥の細道を体験するべく、大旅行をし代表作「秋かぜの記」を書いた。読者を意識したので、書いていない所もある。明和8年（1771年）3月晦日、京を出発。東海道、江戸、仙台を経由し、帰りは中山道経由で9月4日石山の記載で終わっている。その年は、飢饉も震災も無かったので、無事に旅を終えたと作家の金森敦子は書いている。従者は最初は二人で、元治郎という老僕と只言（しげん）という法師であった。当時は旅行も大変な時代で、厳しい関所などで、必ず迂回して間道をいった。金森は、一行は、あまり金子をもっていなかったので、法師が托鉢もしたのではないかと書いている。京を出発し、主な経由地は、石山寺、近江八幡、愛知川、高宮、垂井、名古屋、鳴海、岡崎、國府、新城、秋葉神社、神澤、掛川、藤枝、江尻、原、箱根関所、畑、小田原、大磯、江の島、鎌倉、神奈川、江戸、木下、香取神宮、小見川、野尻、鹿島、縦山、水戸、中の湊、額田、折端、棚倉、須賀川、二本松、福島、桑折、白川、仙台、松島、（帰路一部省略）白河、那須、日光、鹿沼、出流、桐生、前橋、原の町、大笹、保科、善光寺、姥捨、中窪、諏訪、飯田、妻籠、大久手、鵠沼、垂井（省略）京である。
諸九尼は既に俳諧師として有名になっていたので、各地の俳諧師の所に泊まったり、訪問されたり、交流しながら旅行した。深川芭蕉堂の再興の頃、百韻の巻頭の句を頼まれた。健康を害したときもある。籠も使った。「秋かぜの記上巻」は、冒頭に「奥のほそみち」を踏まえて書いているが、あとからは丹念な作品にせず、仙台からのおりかえし後は、体調もあり記述は少ない。中山道の道筋は走り書きのみである。下巻は実際に会った俳人などの句、323句が収録されている。倉敷の俳人に序文を依頼した。特に有名な俳人でもなく、この本を引用した人は少ない。上下の全文が刊行されたのは昭和35年（1960年）の大内初夫らの本が最初である。

### その後
安永2年（1773年）、九州に旅立った。その年の暮は筑紫で迎えた。翌年3月京に向かったが、家は大火で焼けていた。五条高瀬川の畔の九十九庵に移った。ここも暴風雨で被害を受けた。安永4年（1775年）5月に筑紫に向かった。九州地方の著名俳人や門人を訪ねて精力的に回った。翌年京に帰り、その翌年中国地方を行脚。半年以上滞在し、京に戻った。安永7年（1778年）秋、筑紫に住む準備がととのい、移動した。安永8年（1779年）長崎を訪問、俳人と交流した。安永9年（1780年）大宰府を訪れた。天明元年（1781年）9月10日、直方の湖白庵で養女慈法に看取られて没した。駆落ちをしたことを気にして、親戚や父母などに手紙などを出したが、最後は、時代も変わり、郷里の人々にも受け入れられるようになった。

## 評価
評価する人も多かったが、当時の俳人与謝蕪村は、諸九のことは知っていたが、評価していない。彼は田舎女、江戸の秋色女、大津の智月尼、その他女性ばかり117名、449の作品を集めた「玉藻集」を編集し、序文は加賀千代女に頼んでいる。序文や跋は本の価値に関係する。作家の金森は「俳諧人名事典」の調べたところ、少なくとも有名俳人の選集に入選しているか、自分の選集を持っているかでないと格好がつかない。これに合致しているのは諸九尼しかないと書いている。

## 作品
- 行く春や　海を見て居る　鴉の子

多くの人により代表句とされる。
- 葺（ふき）かへて今やむかしの菖蒲（あやめ）草

深川芭蕉堂再興の頃、百韻の巻頭句にすすめられて。
- いつとなく　ほつれし笠や　あきの風

白河の関にて　
- 掃捨てて見れば芥（あくた）や秋の霜

剃髪の時
- 物いはば　声いかならん　女郎花

那須にて
- ながらへて　枯野にかなし　きりぎりす [17]
- 涙ぐっみて　馬もいくなり　枯野原
- 秋きぬと　人に見せばや　草枕 [18]
- 今一里　ゆく気になりぬ　きじの声
- 夢見るも　仕事のうちや　春の雨 [19]
- 長き夜や　おもい余りて　後世（ごせ）の事
- 朧夜の底をいくなり　雁の声
- もとの身の　もとの在所や　盆の月 [12]
- 虫なくや　やがて塩たく　柴の中
- やけし野の　所どころや　すみれぐさ
- 生るものを　あつめてさびし　ねはん像
- 夕顔や　馬のもどりを　まちてさく
- 行燈の　日なたへ出せよ　つづれさせ
- はらりはらり　萩ふく音や　びはのうみ
- ながらへて　枯野にかなし　きりぎりす
  - 滑稽句　姫の子もあるか　竹の子　売る翁 [20]
  - 七草や　起きねばならぬ　たたきそう
  - 背と腹は　さすがにかはる　なまこ哉
  - 目にも立　人目も忍ぶ　頭巾哉